# Mélampyre
Melampyrum
Genre
Classification APG III (2009)
Melampyrum (les mélampyres) est un genre de plantes qui comprend une trentaine d'espèces.
Ce sont des plantes herbacées annuelles hémiparasites : elles se procurent des substances nutritives à partir de plantes hôtes, bien qu'elles soient capables de survivre par elles-mêmes grâce à leur propre photosynthèse.

## Taxinomie

### Classification
- En classification linnéenne, les mélampyres étaient dans la famille des Scrofulariacées.
- En classification phylogénétique APG, ils ont été déplacés dans la famille des Orobanchacées.

### Listes d'espèces
Selon NCBI (6 août 2010) :
- Melampyrum arvense - mélampyre des champs
- Melampyrum carstiense
- Melampyrum cristatum - mélampyre à crête
- Melampyrum italicum
- Melampyrum klebelsbergianum
- Melampyrum lineare
- Melampyrum nemorosum - mélampyre des bois
- Melampyrum pratense - mélampyre des prés
- Melampyrum roseum
- Melampyrum saxosum
- Melampyrum sylvaticum - mélampyre des forêts
- Melampyrum velebiticum

Selon ITIS (20 octobre 2017) :
- Melampyrum lineare Desr.

Selon BioLib (20 octobre 2017) :
- Melampyrum arvense L. 1753 - mélampyre des champs
- Melampyrum barbatum Waldst. & Kit. ex Willd.
- Melampyrum bohemicum A. Kern.
- Melampyrum cristatum L. 1753 - mélampyre à crête (ou mélampyre en crête)
- Melampyrum fimbriatum Vandas
- Melampyrum lineare Desr.
- Melampyrum nemorosum L. 1753 - mélampyre des bois
- Melampyrum pratense L. 1753 - mélampyre des prés
- Melampyrum subalpinum (Jur.) A. Kern.
- Melampyrum sylvaticum - mélampyre des forêts
- Melampyrum velebiticum Borbás